# Dejan Bozic
Dejan Bozic (* 22. Januar 1993 in Heilbronn-Neckargartach) ist ein deutscher Fußballspieler mit serbischen Wurzeln. Der Stürmer steht seit der Saison 2023/24 beim Regionalligisten Chemnitzer FC unter Vertrag.

## Karriere
Bozic stammt aus dem Heilbronner Stadtteil Neckargartach und wurde bei regionalen Vereinen wie dem VfR Heilbronn oder der TSG 1899 Hoffenheim fußballerisch ausgebildet. Für seinen letzten Ausbildungsverein FC-Astoria Walldorf stand der Offensivspieler am letzten Spieltag der Oberligasaison 2010/11 nach einer Einwechslung erstmals im Herrenbereich auf dem Platz. In der Spielzeit 2012/13 war er Stammspieler und mit 24 Toren sowie sechs Vorlagen in 34 Partien als Torschützenkönig maßgeblich an der Vizemeisterschaft Walldorfs beteiligt. Dies bescherte ihm einen Zweijahresvertrag beim SC Freiburg, für dessen Regionalligamannschaft er in der Folge in 30 Ligaspielen zum Einsatz kam.
Nach Ablauf seines Vertrages kehrte der Offensivspieler für eine Saison nach Walldorf zurück und wurde mit der Mannschaft Elfter. Im Sommer 2016 wechselte Bozic zum Ligakonkurrenten TuS Koblenz, bei dem er einen Einjahresvertrag erhielt. Im Frühjahr 2017 wurde der Vertrag der Stammkraft nach dem Gewinn des Rheinlandpokals um ein weiteres Jahr verlängert. Ein Jahr später stand er mit der Mannschaft erneut im Pokalfinale, das jedoch mit 0:1 gegen Stadtrivale TuS Rot-Weiß verloren ging.
Im Sommer 2018 verpflichtete der in die Regionalliga Nordost abgestiegene Chemnitzer FC den Deutsch-Serben und stattete ihn mit einem Zweijahresvertrag aus; auch hier konnte sich dieser rasch in die erste Elf spielen. Gemeinsam mit seinem Sturmpartner Daniel Frahn, der mit 24 Treffern Torschützenkönig wurde, erzielte Bozic (21) über die Hälfte der 82 Saisontreffer, welche dem Verein die Meisterschaft und die sofortige Rückkehr in die 3. Liga bescherten. Das Finale im Sachsenpokal 2018/2019, das Chemnitz mit 2:0 gegen den künftigen Ligakonkurrenten Zwickau gewann, verpasste der Flügelspieler aufgrund einer Gelbsperre. Nach dem Aufstieg verlor Bozic bald seinen Platz im Sturmzentrum an den im September 2019 für den entlassenen Frahn nachverpflichteten und wesentlich erfolgreicheren Österreicher Philipp Hosiner. Er wurde zwar trotzdem regelmäßig eingesetzt, konnte aber nur sieben direkte Torbeteiligungen beisteuern und stieg am Saisonende mit den Himmelblauen wieder in die Regionalliga ab.
Der Angreifer ging den Schritt nicht mit und unterschrieb stattdessen beim in der 3. Liga verbliebenen SV Meppen einen Zweijahresvertrag. Dort sollte er den erfolgreichsten Scorer, Deniz Undav, welcher den Verein verlassen hatte, ersetzen. In der Saison 2020/21 gelangen ihm in 26 Spielen jedoch nur zwei Tore. Er löste seinen Vertrag im Sommer 2021 auf und wechselte in die Regionalliga Südwest zu Kickers Offenbach. Dort war er zwei Spielzeiten aktiv, schoss in 53 Ligaspielen 16 Treffer, gewann den Hessenpokal und ging im Juni 2023 erneut zum Chemnitzer FC.

## Erfolge und Auszeichnungen
TuS Koblenz
- Rheinlandpokalsieger: 2017

Chemnitzer FC
- Meister der Regionalliga Nordost und Aufstieg in die 3. Liga: 2019
- Sachsenpokalsieger: 2019, 2020

SV Meppen
- Niedersachsenpokalsieger: 2021

Kickers Offenbach
- Hessenpokalsieger: 2022

Auszeichnungen
- Torschützenkönig der Oberliga Baden-Württemberg: 2013 (24 Tore)

## Privates
Bozic, dessen Wurzeln in Serbien liegen, ist serbisch-orthodoxen Glaubens und verheiratet. Das Ehepaar hat zwei Kinder.
Im Mai 2013 legte Bozic in Sinsheim seine Fachabiturprüfungen im Bereich Sport- und Vereinsmanagement ab.